# ولتائیت
ولتائیت  (به انگلیسی: Voltaite) با فرمول شیمیایی K2Fe5 2+ Fe4 3+ [SO4]12. 18H2O از مجموعه کانی هاست و از نام فیزیکدان ایتالیایی A.Volta گرفته شده‌است. حل شونده در اسیدها K2O:۴٫۵۸٪  FeO:۱۷٫۴۶٪  Fe2O۳:۱۵٫۵۲٪  SO۳:۴۶٫۶۸٪  H2O:۱۵٫۷۶٪  برای اولین بار در اسپانیا کشف شد و از نظر شکل بلور: اکتائدر - دودکائدر، رنگ: سبز تیره تا سیاه، شفافیت: غیر شفاف، جلا: ابریشمی، رخ: ندارد، سیستم تبلور: مکعبی و در رده‌بندی سولفات است  و منشأ تشکیل آن ثانوی است.
همایند کانی‌شناسی (پارانژ) آن - آلونژن- هالوتریکیت- ملمانتریت است
، از نظر ژیزمان بلور- اگرگات دانه‌ای و توده‌ای تقریباْ کمیاب است و بیشتر در آلمان غربی، ایتالیا، ایران و اسپانیا یافت می‌شود.

## منبع
- پردیس کشاورزی ایران